# Łukasz David
Łukasz David (Lucas David, ur. 1503 w Olsztynie, zm. kwiecień 1583 w Królewcu) – historyk, kanclerz bp. chełmińskiego, radca dworu księcia Albrechta.

## Życiorys
Studiował na Uniwersytecie w Lipsku, gdzie uzyskał tytuł magistra (1532). W 1540 powrócił do Prus i został kanclerzem bp. chełmińskiego Tiedemanna Giese, a później nadwornym sędzią księcia Albrechta Brandenburskiego. Napisał kronikę Prus (Preussische Chronik) do 1410 r. – wydana została dopiero w latach 1812–1817. Utworzył fundację dla studiującej młodzieży Olsztyna w Lipsku.